# 古魔翼龍屬

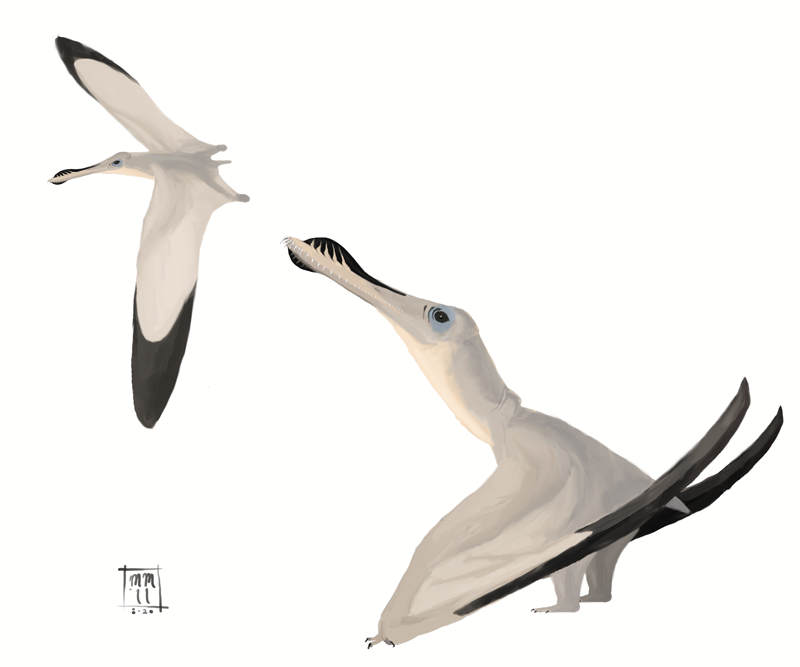
比氏古魔翼龍的復原圖

古魔翼龍屬（屬名：Anhanguera），是翼龍目翼手龍亞目的一屬，化石發現於巴西的桑塔那組地層，地質年代約1億1200萬年前，相當於白堊紀（阿普第階）。除此之外，英國的上白堊組（Upper Chalk Formation）、劍橋海綠石沙地層也發現古魔翼龍的化石，地質年代約9400萬年前的森諾曼階。古魔翼龍與鳥掌翼龍血緣關係密切，屬於鳥掌翼龍科的古魔翼龍亞科，該亞科包括了古魔翼龍與玩具翼龍（Ludodactylus）。古魔翼龍的發現有助於了解翼龍類在地面行走時是採四足方式，還是二足方式。

## 敘述

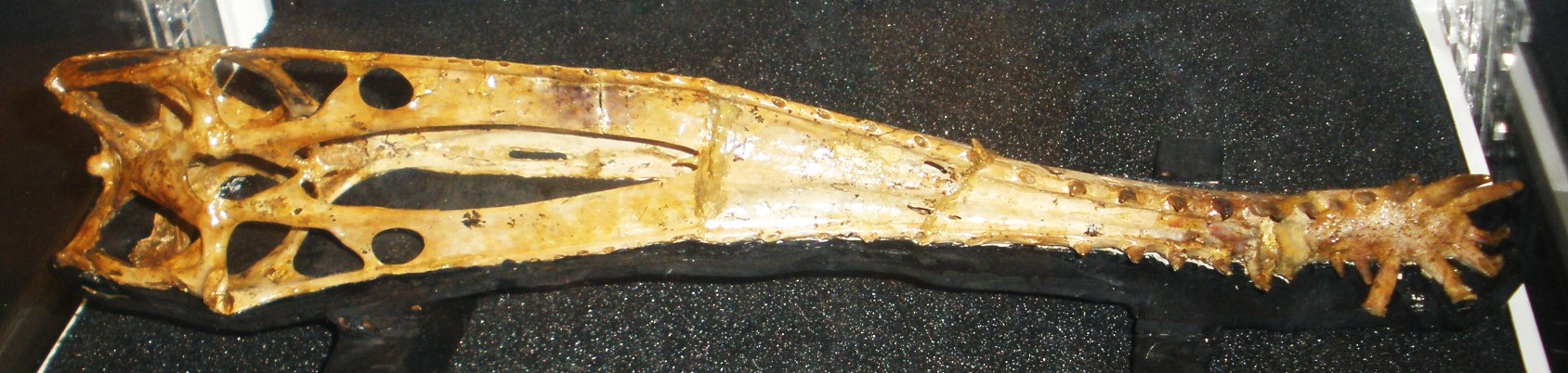
比氏古魔翼龍的頭顱骨

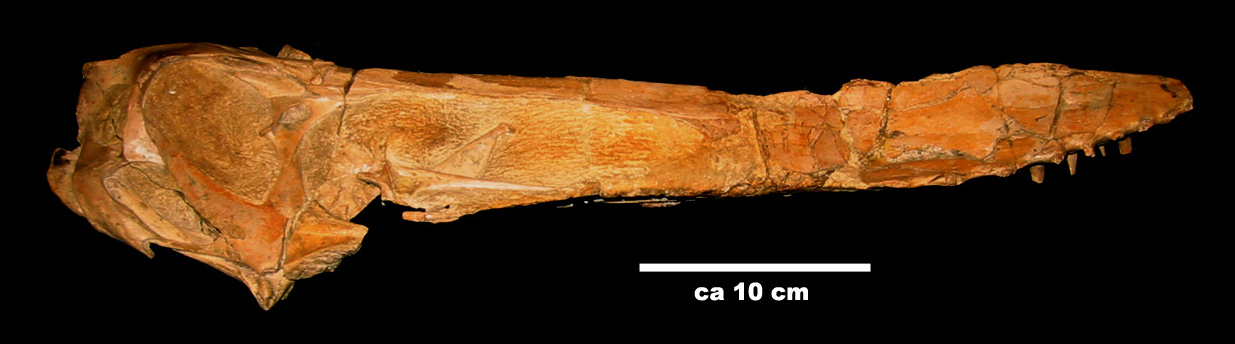
桑塔納古魔翼龍的頭顱骨

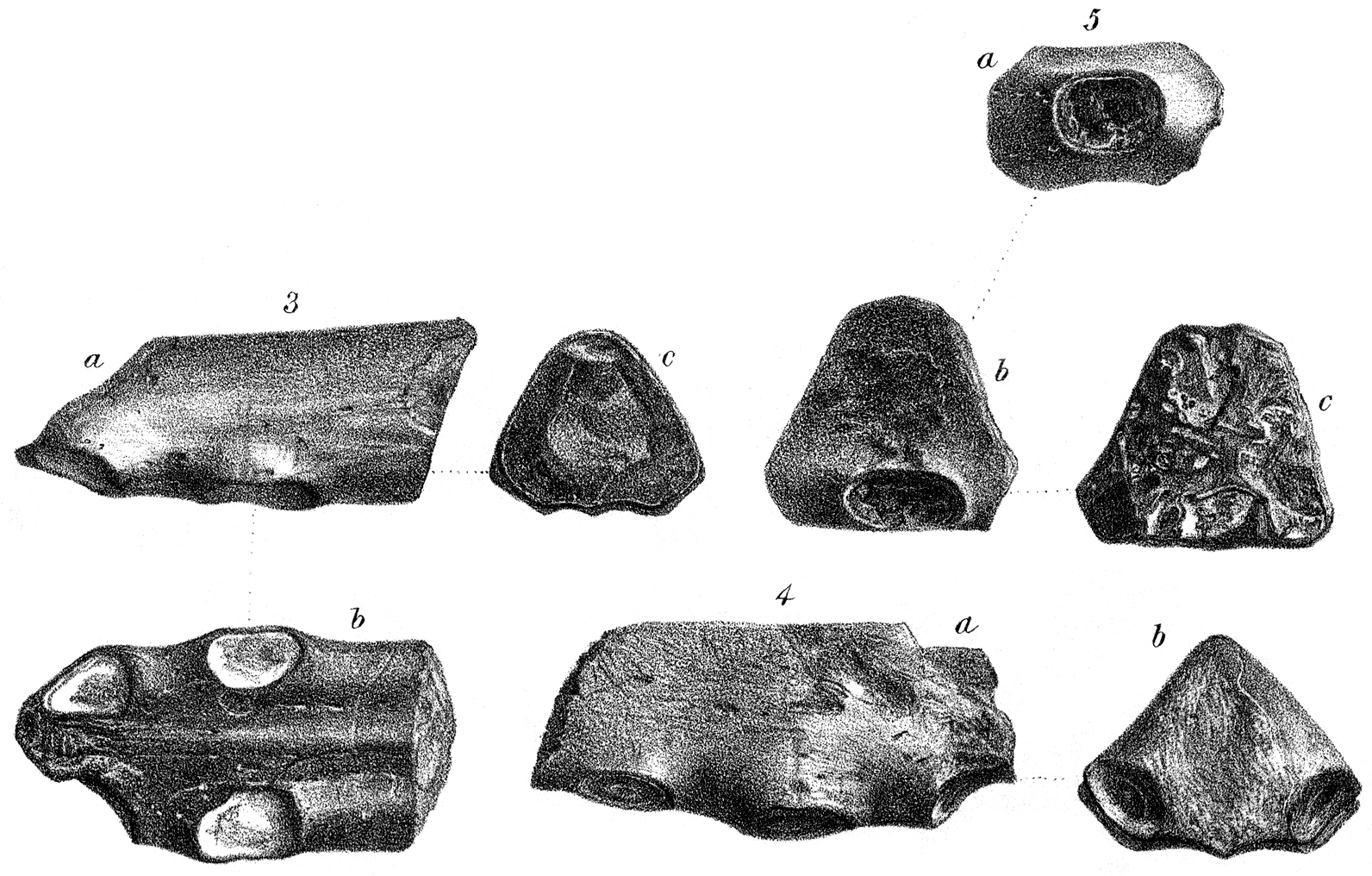
菲頓古魔翼龍的頜部骨頭碎片

古魔翼龍是種魚食性動物，翼展約4.5公尺。如同其他鳥掌翼龍科，古魔翼龍的上頜、下頜各有小型、圓形冠飾，嘴部佈滿圓錐狀的彎曲牙齒，各部位的牙齒大小、方向不一。古魔翼龍的上下頜前段寬、中段狹窄、越後段越寬，整體外形呈匙狀。古魔翼龍的上頜頭冠起始位置較後方；而其近親殘喙翼龍、鳥掌翼龍的上頜頭冠是從口鼻部前端開始。如同許多鳥掌翼龍超科，例如無齒翼龍科、玩具翼龍，古魔翼龍的頭顱骨後方有突出頭冠，但頭冠比較小、形狀較鈍。
在2003年，一個研究發現古魔翼龍的內耳結構有助於平衡感，類似人類，使頭部可以保持在水平狀態。

## 分類與種
古魔翼龍的屬名是以巴西的Anhanguera鎮為名，Anhanguera本身意為「古老的惡魔」。古魔翼龍屬目前有兩個已承認種。模式種比氏古魔翼龍（A. blittersdorffi ) 和漁夫古魔翼龍 ( A. piscator )。在澳洲昆士蘭發現了幾個翼龍類化石碎片，可能被歸類於古魔翼龍。